# Sågkvarnsträsket
Sågkvarnsträsket eller Sågkvarnträsket är en sjö i Geta kommun i Åland (Finland). Den ligger i den norra delen av landskapet, 30 km norr om huvudstaden Mariehamn. Sågkvarnsträsket ligger 15 meter över havet. Den ligger på ön Fasta Åland. Arean är 8,8 hektar och strandlinjen är 1,73 kilometer lång. Sjön  ingår i Norra Skärgårdshavets avrinningsområde. 